# Église de l'Assomption-de-Notre-Dame de Bonneville-la-Louvet
L'église de l'Assomption-de-Notre-Dame de Bonneville-la-Louvet est une église catholique située à Bonneville-la-Louvet, en France.

## Localisation
L'église est située dans le département français du Calvados, sur la commune de Bonneville-la-Louvet. À l’arrière de l’église coule la Calonne. L’édifice est situé sur la rive gauche de cette rivière.

## Historique
L'édifice actuel date du XIIIe et du XVIe siècle. La construction date du début du XIIIe selon Arcisse de Caumont .
Des travaux importants ont lieu sur la tour, haute de 30 m au milieu du XVIe, sur les contreforts et également avec l’ajout d’une chapelle. Le transept date également de ce siècle, plus précisément 1527. Le clocher-porche serait du XVe .
Le chœur « est en retraite sur la nef » selon Arcisse de Caumont .
L’église subit des modifications aux XIXe et XXe.
L'édifice est inscrit au titre des monuments historiques le 27 juillet 1965.
La nomination appartenait au prieur du prieuré de Sainte-Barbe-en-Auge, situé dans le diocèse de Lisieux.

## Architecture
Une tour carrée est, pourvue de deux contreforts est située sur la façade ouest de l’édifice et comporte à la base un porche à arcades. La tour comporte également d’étroites meurtrières et des modillons modestes. Un beffroi et une couverture en ardoise couronnent cette partie de l’édifice.
L’édifice comporte quatre  travées mais seulement deux sur la face nord du fait de la présence d’une chapelle seigneuriale munie de fenêtres flamboyantes.
Le mur sud de la nef comporte cinq contreforts du XIIIe.
Arcisse de Caumont décrivait au XIXe les vestiges d’une porte ogivale ouverte sculptée sur le sud de l’édifice. Le chevet était pourvu d’une ouverture datée du XVe ou du XVIe par le même.
L’intérieur est pourvu d’une voûte en bois selon le même auteur. Les  poutres comportent des écussons et des sculptures sur les sablières,.
Une inscription est présente sur un tablier dans la chapelle seigneuriale.
L’arc triomphal est du XIIIe, modifié au XVe. « Rien, dans le mobilier, ne peut fixer l’attention » selon Arcisse de Caumont. Il signalait cependant une cloche datée 1703. Le chœur comporte un maître-autel de 1804.

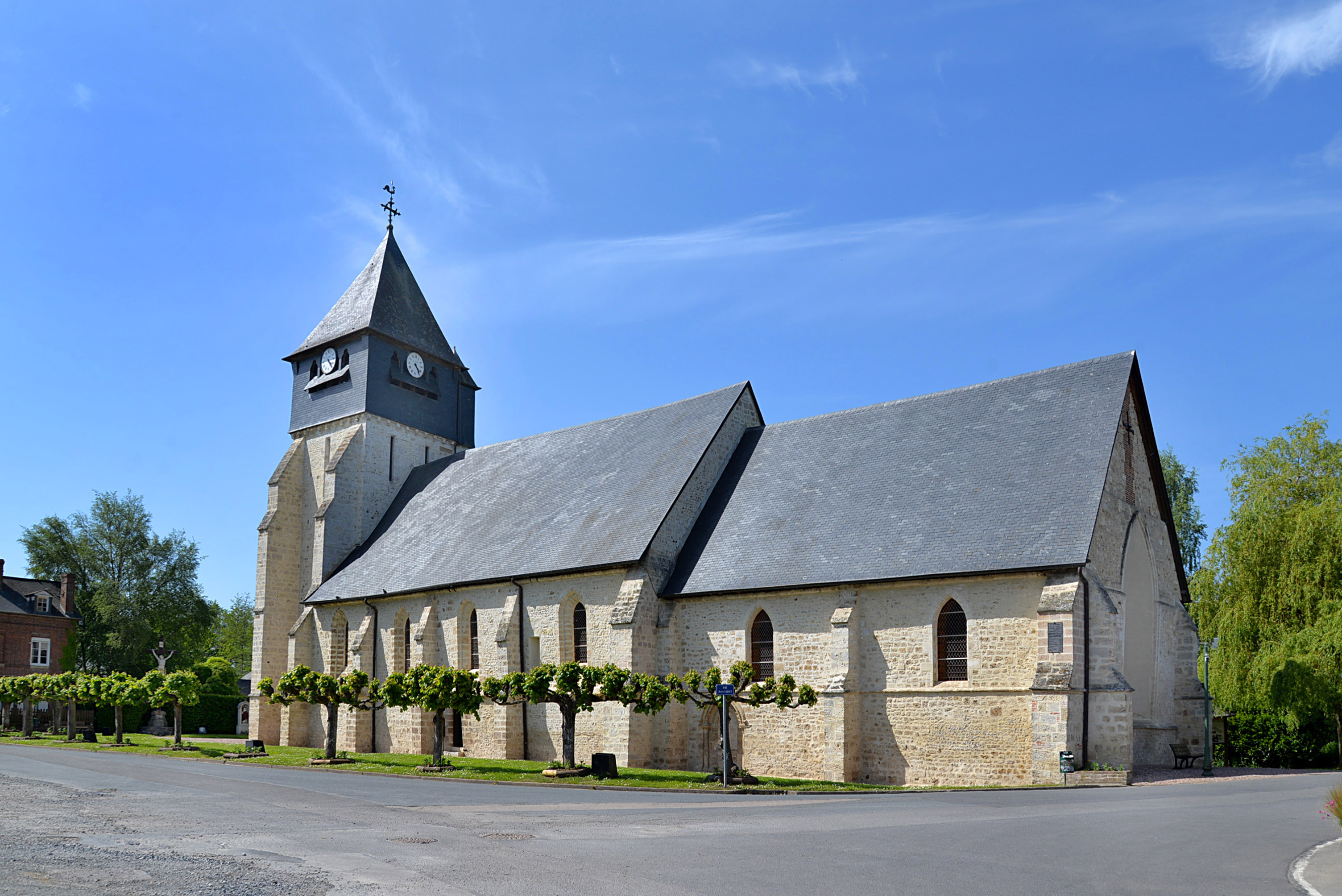
Vue extérieure sud-est.
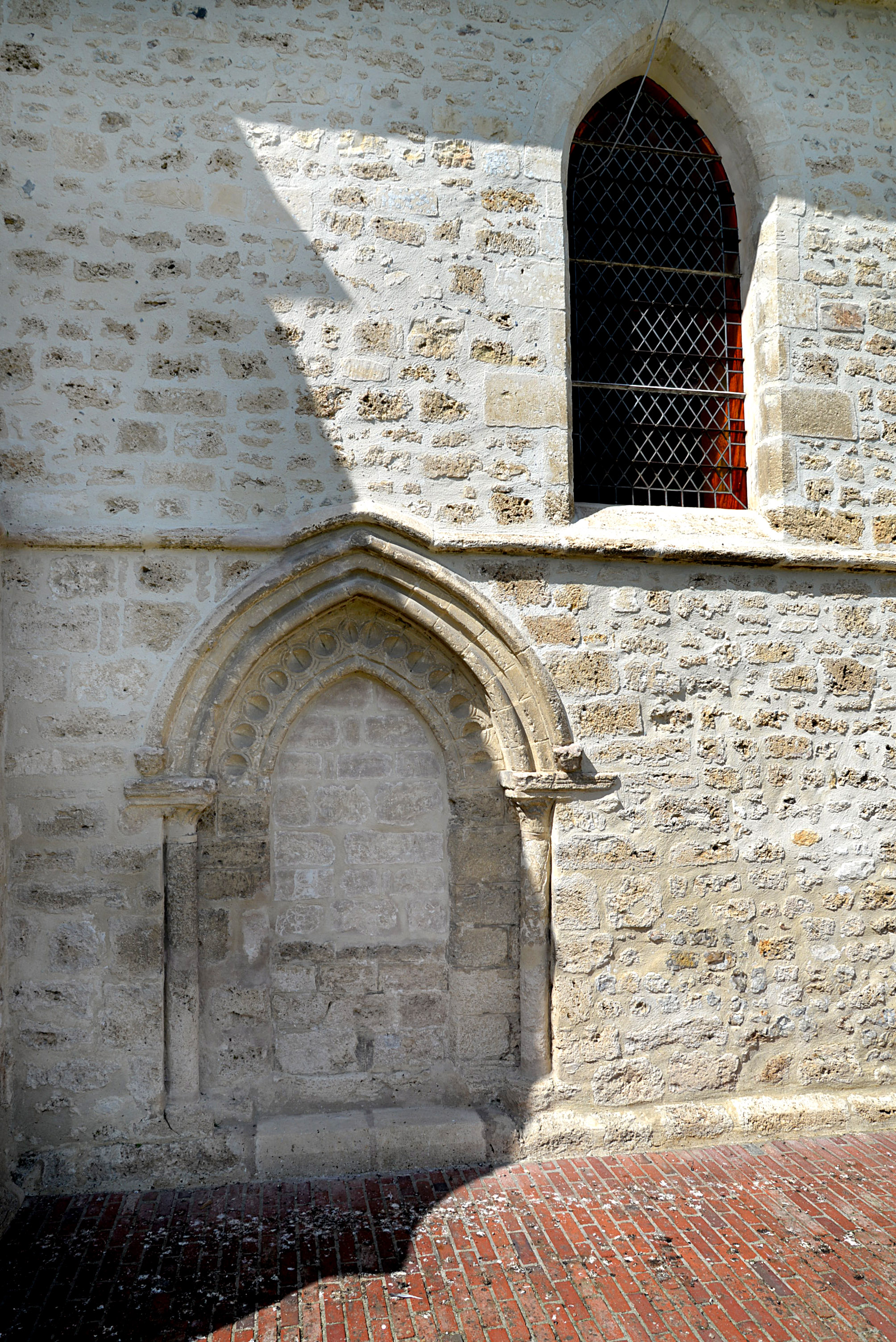
Porte latérale sud.
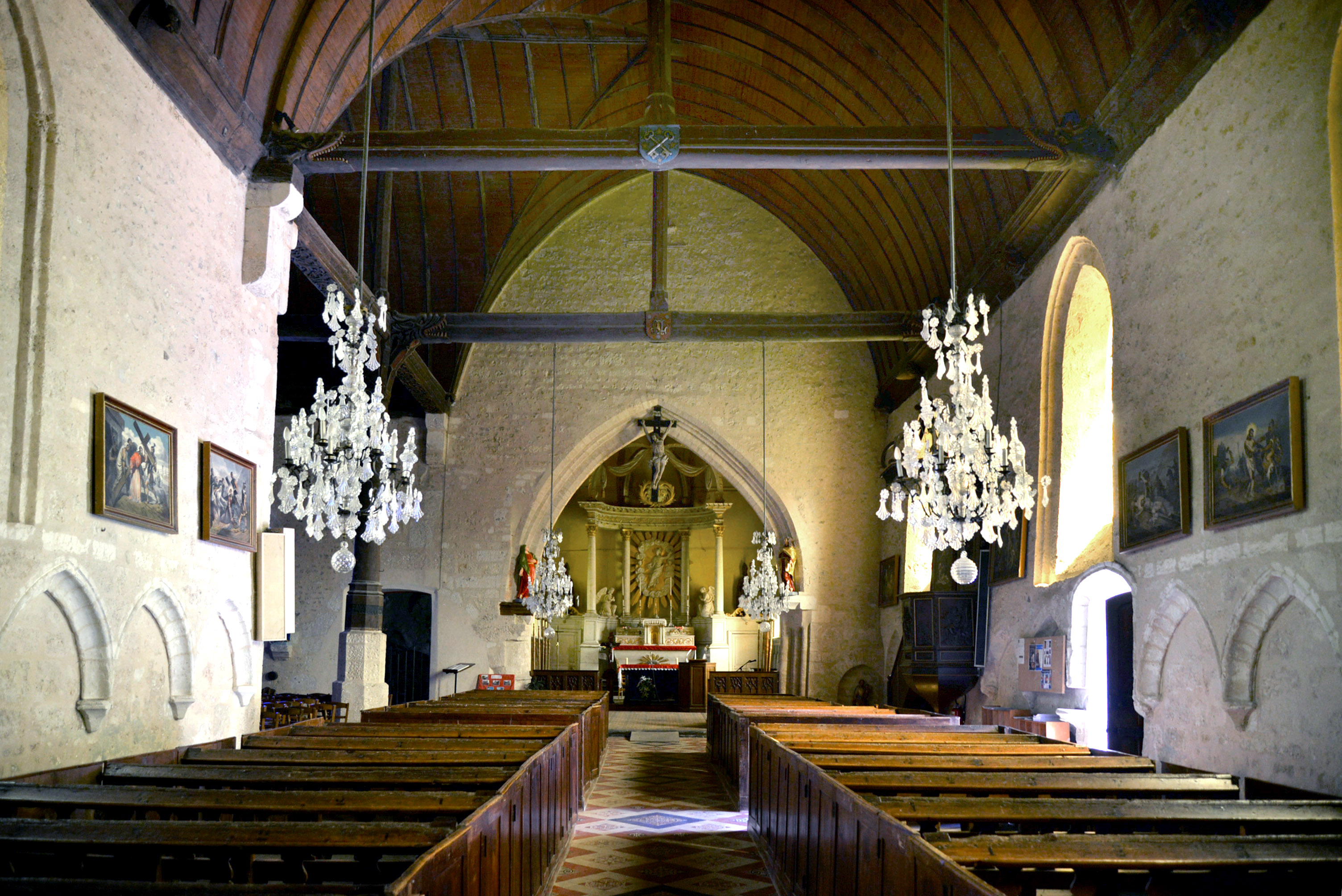
La nef.
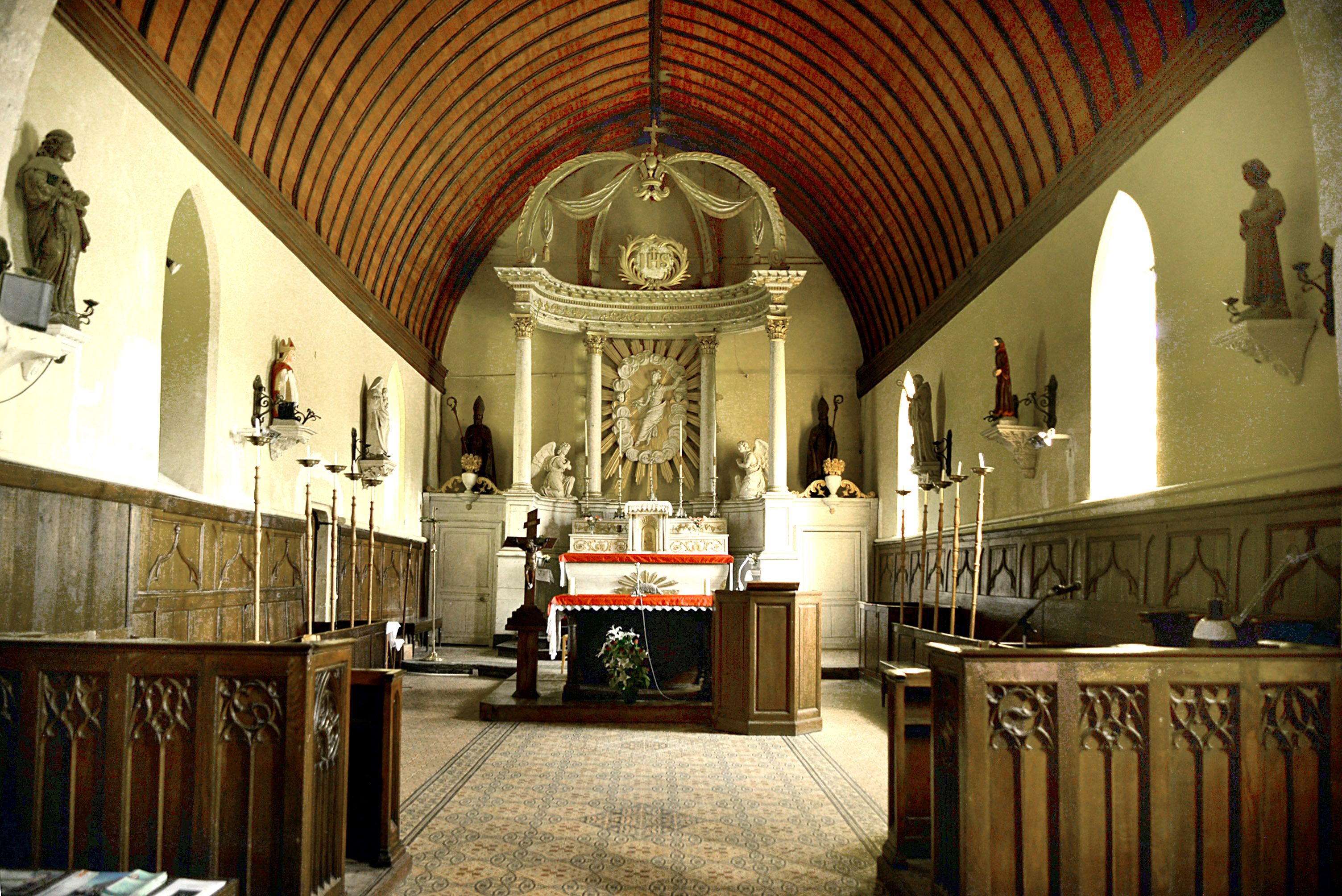
Le chœur.
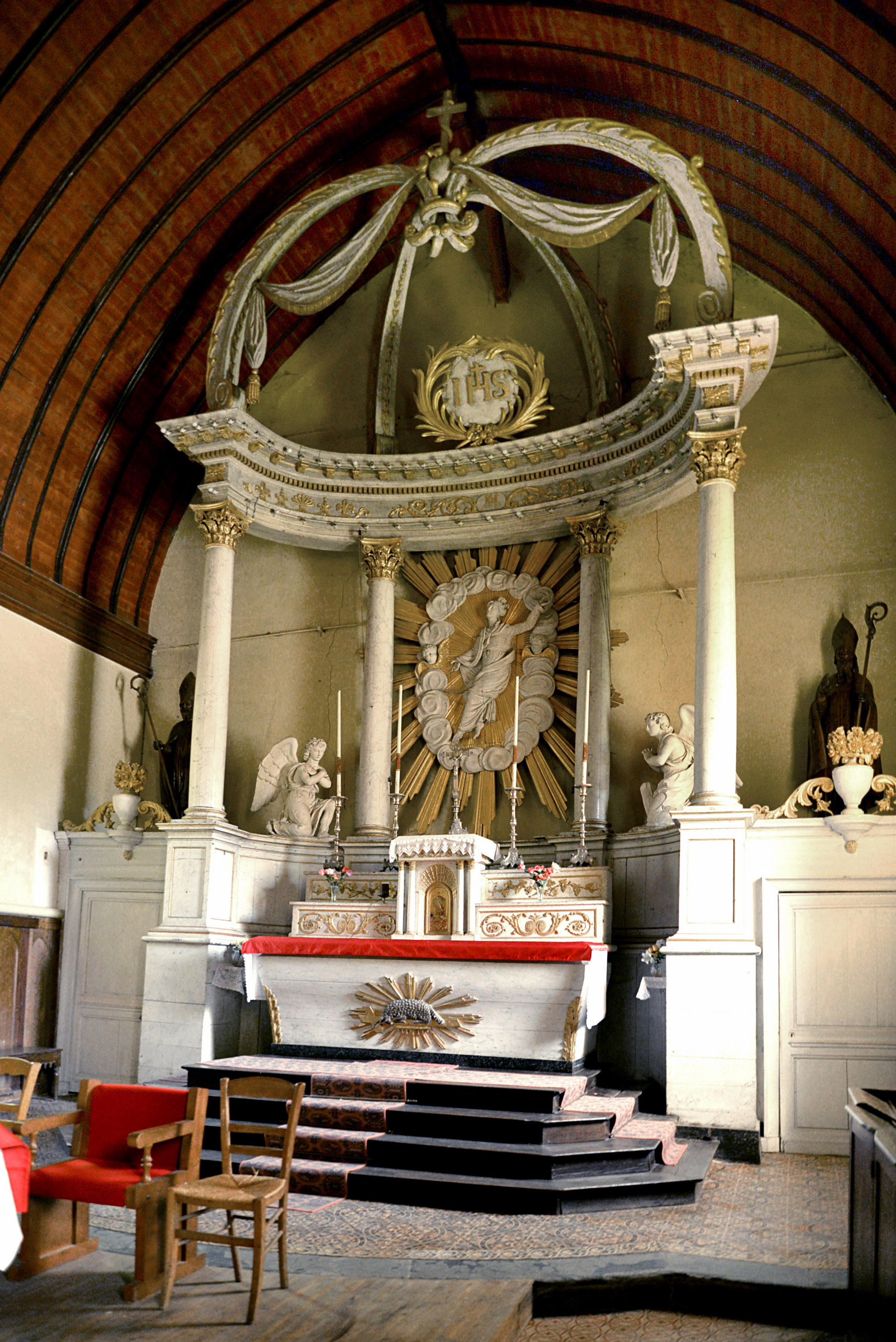
Le maitre-autel.
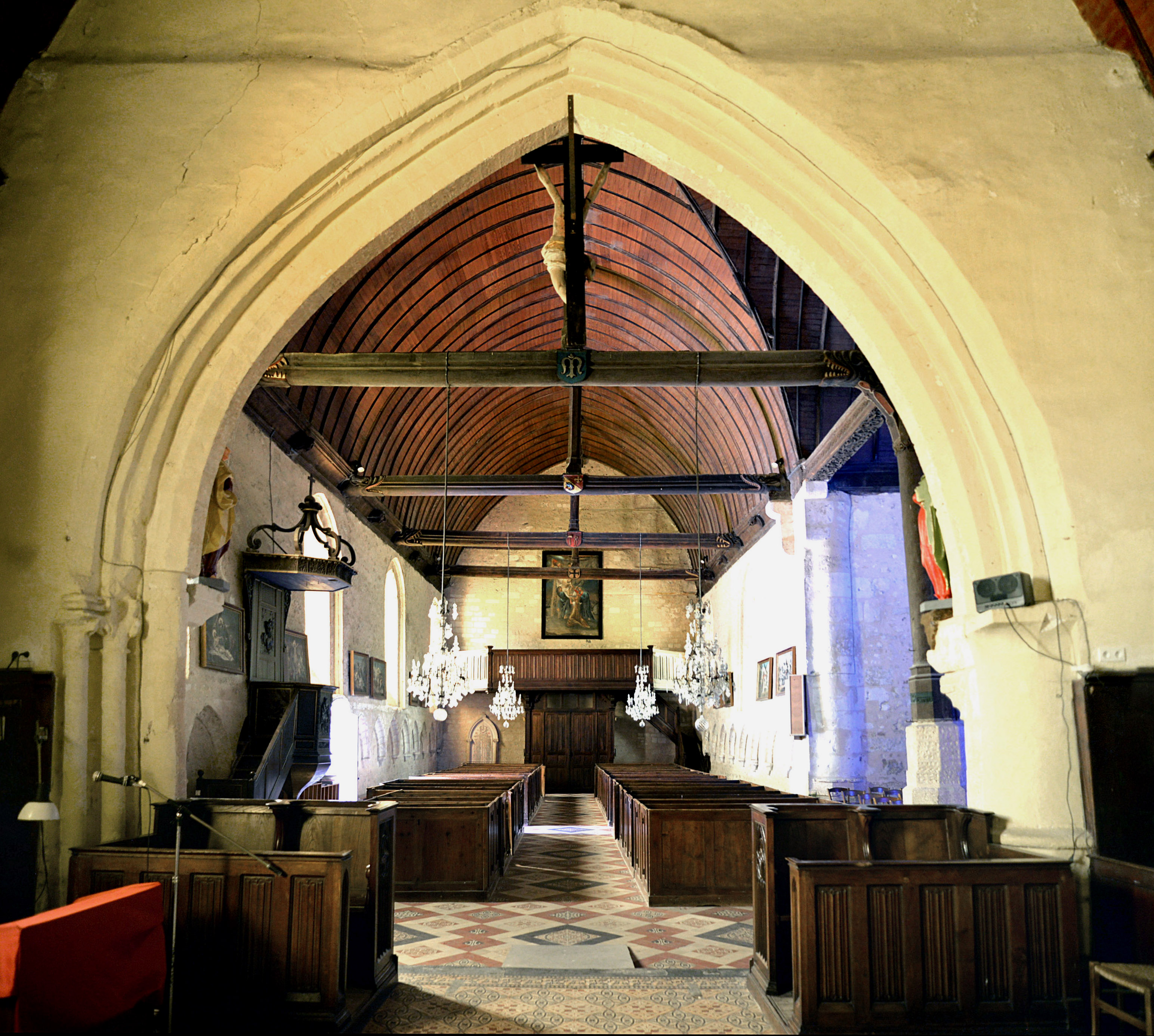
La nef depuis le chœur.